# Georgië op de Olympische Zomerspelen 2020
Georgië nam deel aan de Olympische Zomerspelen 2020 in Tokio, Japan.

## Medailleoverzicht
| Medaille | Naam                  | Sport         | Onderdeel                 | Datum      |
| -------- | --------------------- | ------------- | ------------------------- | ---------- |
| Goud     | Lasja Bekaoeri        | Judo          | -90kg (m)                 | 28 juli    |
| Goud     | Lasja Talachadze      | Gewichtheffen | +109kg (m)                | 4 augustus |
|          |                       |               |                           |            |
| Zilver   | Vazha Margvelashvili  | Judo          | -66kg (m)                 | 25 juli    |
| Zilver   | Lasha Shavdatuashvili | Judo          | -73kg (m)                 | 26 juli    |
| Zilver   | Guram Tushishvili     | Judo          | +100kg (m)                | 30 juli    |
| Zilver   | Iakob Kajaia          | Worstelen     | -130kg grieks-romeins (m) | 2 augustus |
| Zilver   | Geno Petriashvili     | Worstelen     | -125kg vrije stijl (m)    | 6 augustus |
|          |                       |               |                           |            |
| Brons    | Anton Pliesnoi        | Gewichtheffen | -96 kg (m)                | 31 juli    |

## Atleten
Hieronder volgt een overzicht van de atleten die zich reeds hebben verzekerd van deelname aan de Olympische Zomerspelen 2020.
| sport         | mannen | vrouwen | totaal |
| ------------- | ------ | ------- | ------ |
| Atletiek      | 4      | 1       | 5      |
| Boksen        | 3      | 0       | 3      |
| Gewichtheffen | 4      | 0       | 4      |
| Gymnastiek    | 0      | 1       | 1      |
| Judo          | 7      | 2       | 9      |
| Karate        | 1      | 0       | 1      |
| Schermen      | 1      | 0       | 1      |
| Schietsport   | 0      | 1       | 1      |
| Tennis        | 1      | 0       | 1      |
| Worstelen     | 7      | 0       | 7      |
| Zwemmen       | 1      | 1       | 2      |
| totaal        | 29     | 6       | 35     |

## Sporten

### Atletiek
Mannen
Technische nummers
| atleet           | onderdeel          | kwalificaties       | kwalificaties       | finale         | finale         |
| atleet           | onderdeel          | afstand             | rang                | afstand        | rang           |
| ---------------- | ------------------ | ------------------- | ------------------- | -------------- | -------------- |
| Lasha Gulelauri  | hink-stap-springen | geen geldige poging | geen geldige poging | niet geplaatst | niet geplaatst |
| Benik Abramyan   | kogelstoten        | DNS                 | DNS                 | niet geplaatst | niet geplaatst |
| Giorgi Mujaridze | kogelstoten        | 19,76               | 27                  | niet geplaatst | niet geplaatst |
| Bachana Khorava  | verspringen        | 7,41                | 28                  | niet geplaatst | niet geplaatst |

Vrouwen
Technische nummers
| atlete             | onderdeel   | kwalificaties | kwalificaties | finale         | finale         |
| atlete             | onderdeel   | afstand       | rang          | afstand        | rang           |
| ------------------ | ----------- | ------------- | ------------- | -------------- | -------------- |
| Sopo Shatirishvili | kogelstoten | 15,31         | 31            | niet geplaatst | niet geplaatst |

### Boksen
Mannen
| atleet              | onderdeel     | eerste ronde         | tweede ronde         | kwartfinale          | halve finale         | finale               | rang           |
| atleet              | onderdeel     | tegenstander uitslag | tegenstander uitslag | tegenstander uitslag | tegenstander uitslag | tegenstander uitslag | rang           |
| ------------------- | ------------- | -------------------- | -------------------- | -------------------- | -------------------- | -------------------- | -------------- |
| Sakhil Alakhverdovi | vlieggewicht  | Hu Jg V 0–5          | niet geplaatst       | niet geplaatst       | niet geplaatst       | niet geplaatst       | niet geplaatst |
| Eskerkhan Madiev    | weltergewicht | Sotomayor W RSC-I    | Bwogi W 3-1          | Zamkovoy V 0-5       | niet geplaatst       | niet geplaatst       | niet geplaatst |
| Giorgi Kharabadze   | middengewicht | Kakhramonov V 0–5    | niet geplaatst       | niet geplaatst       | niet geplaatst       | niet geplaatst       | niet geplaatst |

### Gewichtheffen
Mannen
| atlete            | onderdeel | trekken | trekken | stoten | stoten | totaal | rang  |
| atlete            | onderdeel | score   | rang    | score  | rang   | totaal | rang  |
| ----------------- | --------- | ------- | ------- | ------ | ------ | ------ | ----- |
| Shota Mishvelidze | -61 kg    | 130     | 5       | 155    | 7      | 285    | 7     |
| Goga Chkheidze    | -67 kg    | 133     | 12      | 169    | 8      | 302    | 8     |
| Anton Pliesnoi    | -96 kg    | 177     | 2       | 210    | 2      | 387    | Brons |
| Lasja Talachadze  | +109 kg   | 223 WR  | 1       | 265 WR | 1      | 488 WR | Goud  |

### Gymnastiek

#### Ritmisch
Individueel
| atlete         | onderdeel   | kwalificatie | kwalificatie | kwalificatie | kwalificatie | kwalificatie | kwalificatie | finale         | finale         | finale         | finale         | finale         | finale         |
| atlete         | onderdeel   | hoepel       | bal          | knotsen      | lint         | totaal       | rang         | hoepel         | bal            | knotsen        | lint           | totaal         | rang           |
| -------------- | ----------- | ------------ | ------------ | ------------ | ------------ | ------------ | ------------ | -------------- | -------------- | -------------- | -------------- | -------------- | -------------- |
| Salome Pazhava | individueel | 23,550       | 21,950       | 23,500       | 20,650       | 89,650       | 17           | niet geplaatst | niet geplaatst | niet geplaatst | niet geplaatst | niet geplaatst | niet geplaatst |

### Judo
Mannen
| atleet                | onderdeel | eerste ronde         | tweede ronde         | derde ronde          | kwartfinale          | halve finale         | herkansing           | finale / BM          | finale / BM |
| atleet                | onderdeel | tegenstander uitslag | tegenstander uitslag | tegenstander uitslag | tegenstander uitslag | tegenstander uitslag | tegenstander uitslag | tegenstander uitslag | rang        |
| --------------------- | --------- | -------------------- | -------------------- | -------------------- | -------------------- | -------------------- | -------------------- | -------------------- | ----------- |
| Lukhumi Chkhvimiani   | −60 kg    | n.v.t.               | bye                  | Huseynov W 10–00     | Takato V 00–10       | niet geplaatst       | Kim W-j V 00-10      | niet geplaatst       | 7           |
| Vazha Margvelashvili  | −66 kg    | n.v.t.               | bye                  | Shamilov W 01-00     | Shmailov W 10-00     | An B-u W 01-00       | bye                  | Abu V 00-01          | Zilver      |
| Lasha Shavdatuashvili | −73 kg    | bye                  | Chaine W 01-00       | Houssein W 01-00     | Margelidon W 10-00   | An C-r W 10-00       | bye                  | Ono V 00-01          | Zilver      |
| Tato Grigalashvili    | −81 kg    | bye                  | Murodov W 11-00      | Lee S-h W 10-00      | Mollaei V 01-10      | niet geplaatst       | Boltaboev W 01-00    | Casse V 00-10        | 5           |
| Lasja Bekaoeri        | −90 kg    | bye                  | Kuczera W 10-00      | Kochman W 10-01      | Bobonov W 10-00      | Igolnikov W 01-00    | bye                  | Trippel V 01-00      | Goud        |
| Varlam Liparteliani   | −100 kg   | n.v.t.               | bye                  | Darwish W 10-00      | El Nahas W 10-00     | Wolf V 00-01         | bye                  | Olyasov V 00-01      | 5           |
| Guram Tushishvili     | +100 kg   | n.v.t.               | bye                  | Rakhimov W 10-00     | Silva W 10-00        | Bashaev W 11-01      | bye                  | Krpálek V 00-10      | Zilver      |

Vrouwen
| atlete                    | onderdeel | eerste ronde         | tweede ronde         | derde ronde          | kwartfinale          | halve finale         | herkansing           | finale / BM          | finale / BM    |
| atlete                    | onderdeel | tegenstander uitslag | tegenstander uitslag | tegenstander uitslag | tegenstander uitslag | tegenstander uitslag | tegenstander uitslag | tegenstander uitslag | rang           |
| ------------------------- | --------- | -------------------- | -------------------- | -------------------- | -------------------- | -------------------- | -------------------- | -------------------- | -------------- |
| Tetiana Levytska-Shukvani | −52 kg    | n.v.t.               | Anestor W 10-00      | Buchard V 00-11      | niet geplaatst       | niet geplaatst       | niet geplaatst       | niet geplaatst       | niet geplaatst |
| Eteri Liparteliani        | −57 kg    | n.v.t.               | Mucungui W 10-00     | Stoll W 10-00        | Cysique V 01-10      | niet geplaatst       | Kowalczyk W 01-00    | Yoshida V00-10       | 5              |

### Karate

#### Kumite
Mannen
| atleet         | onderdeel | groepsfase           | groepsfase           | groepsfase           | groepsfase           | groepsfase | halve finale         | finale               | finale         |
| atleet         | onderdeel | tegenstander uitslag | tegenstander uitslag | tegenstander uitslag | tegenstander uitslag | rang       | tegenstander uitslag | tegenstander uitslag | rang           |
| -------------- | --------- | -------------------- | -------------------- | -------------------- | -------------------- | ---------- | -------------------- | -------------------- | -------------- |
| Gogita Arkania | +75 kg    | Araga V 2-3          | Aktaş V 1-3          | Horne W 3-4          | Yuldashev W 3-1      | 3          | niet geplaatst       | niet geplaatst       | niet geplaatst |

### Schermen
Mannen
| atleet         | onderdeel | eerste ronde         | tweede ronde         | derde ronde          | kwartfinale          | halve finale         | finale / BM          | finale / BM |
| atleet         | onderdeel | tegenstander uitslag | tegenstander uitslag | tegenstander uitslag | tegenstander uitslag | tegenstander uitslag | tegenstander uitslag | rang        |
| -------------- | --------- | -------------------- | -------------------- | -------------------- | -------------------- | -------------------- | -------------------- | ----------- |
| Sandro Bazadze | sabel     | bye                  | Samer W 15-10        | El-Sissy W 15-12     | Oh S-u W 15-12       | Szilágyi V 13-15     | Kim J-h V 11-15      | 4           |

### Schietsport
Vrouwen
| atlete          | onderdeel         | kwalificaties | kwalificaties | finale         | finale         |
| atlete          | onderdeel         | punten        | rang          | punten         | rang           |
| --------------- | ----------------- | ------------- | ------------- | -------------- | -------------- |
| Nino Salukvadze | 10 m luchtpistool | 567           | 31            | niet geplaatst | niet geplaatst |
| Nino Salukvadze | 25 m pistool      | 578           | 25            | niet geplaatst | niet geplaatst |

### Tennis
Mannen
| atlete               | onderdeel | eerste ronde         | tweede ronde           | derde ronde            | kwartfinale          | halve finale         | finale / BM          | finale / BM    |
| atlete               | onderdeel | tegenstander uitslag | tegenstander uitslag   | tegenstander uitslag   | tegenstander uitslag | tegenstander uitslag | tegenstander uitslag | rang           |
| -------------------- | --------- | -------------------- | ---------------------- | ---------------------- | -------------------- | -------------------- | -------------------- | -------------- |
| Nikoloz Basilashvili | enkelspel | Carballés W 6-3, 6-2 | Sonego W 6-4, 3-6, 6-4 | Zverev V 4-6, 6-7(5-7) | niet geplaatst       | niet geplaatst       | niet geplaatst       | niet geplaatst |

### Worstelen

#### Grieks-Romeins
Mannen
| atleet        | onderdeel | eerste ronde         | kwartfinale          | halve finale         | herkansing           | finale / BM          | finale / BM |
| atleet        | onderdeel | tegenstander uitslag | tegenstander uitslag | tegenstander uitslag | tegenstander uitslag | tegenstander uitslag | rang        |
| ------------- | --------- | -------------------- | -------------------- | -------------------- | -------------------- | -------------------- | ----------- |
| Ramaz Zoidze  | −67 kg    | Borrero W 3-1        | Al-Obaidi W 4-0      | Geraei V 1-3         | bye                  | Stäbler V 1-3        | 5           |
| Lasha Gobadze | −87 kg    | Assakelov V 1-3      | niet geplaatst       | niet geplaatst       | niet geplaatst       | niet geplaatst       | 11          |
| Giorgi Melia  | −97 kg    | Evloev V 1-3         | niet geplaatst       | niet geplaatst       | Szőke V 1-3          | niet geplaatst       | 9           |
| Iakob Kajaia  | −130 kg   | Kuosmanen W 5-0      | Semenov W 3-1        | Acosta W 3-1         | bye                  | López V 0-3          | Zilver      |

#### Vrije stijl
Mannen
| atleet              | onderdeel | eerste ronde         | kwartfinale          | halve finale         | herkansing           | finale / BM          | finale / BM |
| atleet              | onderdeel | tegenstander uitslag | tegenstander uitslag | tegenstander uitslag | tegenstander uitslag | tegenstander uitslag | rang        |
| ------------------- | --------- | -------------------- | -------------------- | -------------------- | -------------------- | -------------------- | ----------- |
| Avtandil Kentchadze | −74 kg    | Chamizo V 1-3        | niet geplaatst       | niet geplaatst       | niet geplaatst       | niet geplaatst       | 12          |
| Elizbar Odikadze    | −97 kg    | Mohammad W 3-1       | Sadulaev V 0-4       | niet geplaatst       | Sharifov V 1-3       | niet geplaatst       | 8           |
| Geno Petriashvili   | −125 kg   | Abdelmottaleb W 4-0  | Deng W 3-1           | Zare W 3-1           | bye                  | Steveson V 1-3       | Zilver      |

### Zwemmen
Mannen
| atleet            | onderdeel        | series  | series | halve finale | halve finale | finale         | finale         |
| atleet            | onderdeel        | tijd    | rang   | tijd         | rang         | tijd           | rang           |
| ----------------- | ---------------- | ------- | ------ | ------------ | ------------ | -------------- | -------------- |
| Irakli Revishvili | 400 m vrije slag | 3.57,49 | 32     | n.v.t.       | n.v.t.       | niet geplaatst | niet geplaatst |

Vrouwen
| atlete         | onderdeel        | series | series | halve finale   | halve finale   | finale         | finale         |
| atlete         | onderdeel        | tijd   | rang   | tijd           | rang           | tijd           | rang           |
| -------------- | ---------------- | ------ | ------ | -------------- | -------------- | -------------- | -------------- |
| Mariam Imnadze | 100 m vrije slag | DNS    | DNS    | niet geplaatst | niet geplaatst | niet geplaatst | niet geplaatst |